# Voyageur Airways
Voyageur Airways — канадська авіакомпанія зі штаб-квартирою у місті Норт-Бей (Онтаріо), що працює на ринку чартерних повітряних перевезень та забезпечує роботу мобільних служб швидкої медичної допомоги (санітарна авіація).

## Загальні відомості

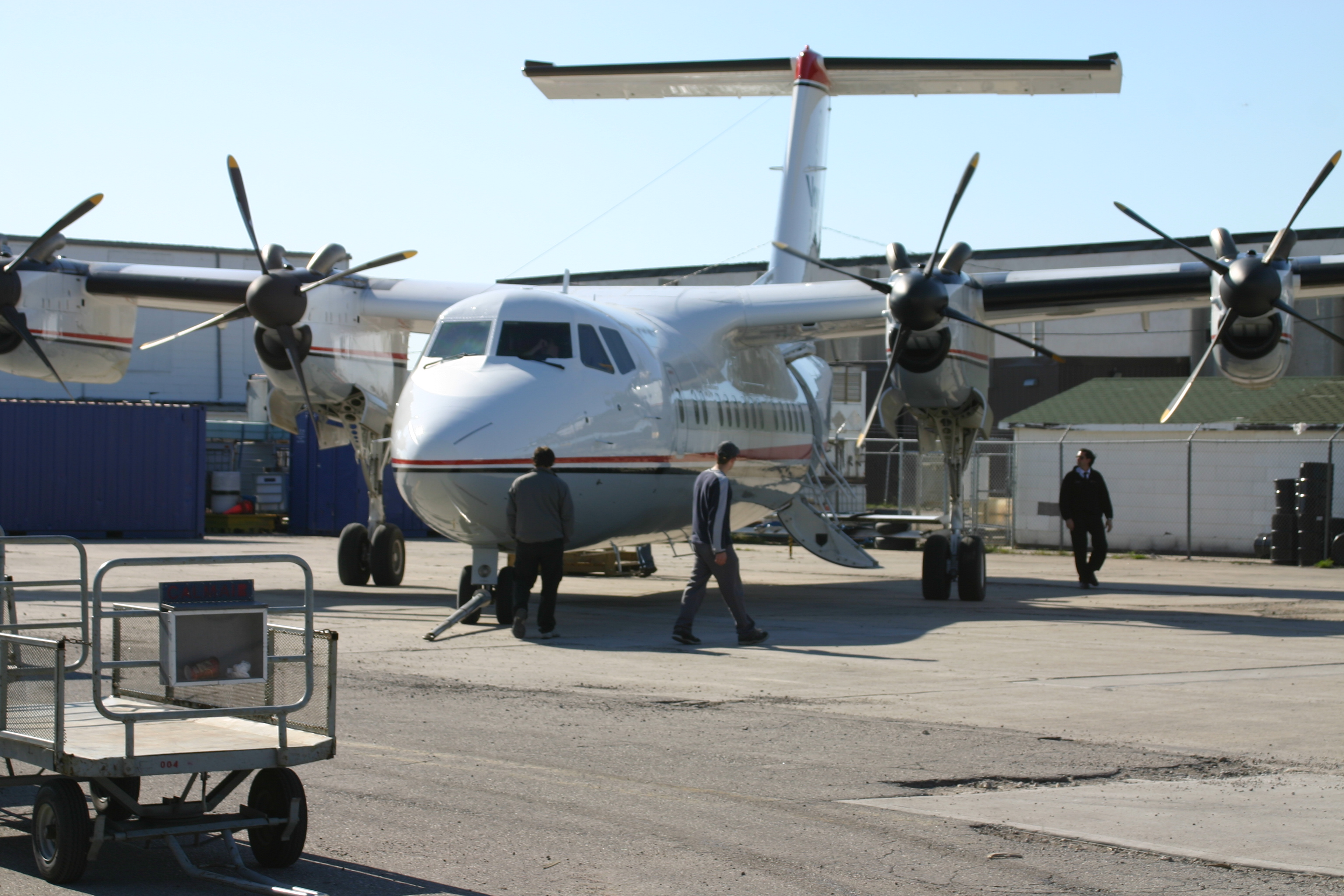
Dash 7 авіакомпанії Voyageur Airways міжнародному аеропорту Вінніпег

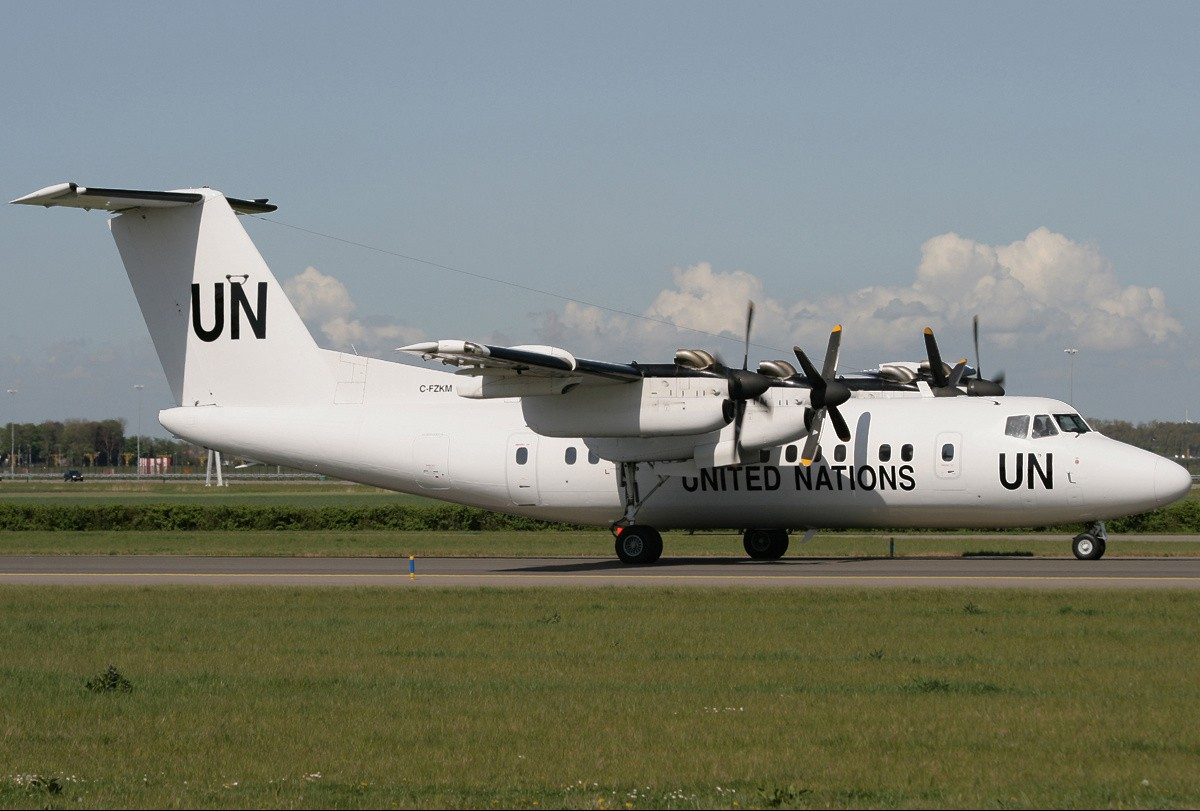
Dash 7 авіакомпанії Voyageur Airways під прапором ООН в амстердамському аеропорту Схіпхол

Voyageur Airways була заснована в 1968 році. Спочатку компанія виконувала чартерні пасажирські рейси, потім вийшла на ринок технічного обслуговування та ремонту повітряних суден, а пізніше почала надавати за контрактом свої літаки для використання їх у ролі повітряних суден санітарної авіації. Компанія також забезпечує наземне обслуговування, заправку літаків в Аеропорту імені Джека Гарленда і надає послуги термінального обслуговування в цьому ж аеропорту.
Літаки авіакомпанії Voyageur Airways працюють за контрактами з Організацією Об'єднаних Нацією і Північноатлантичним Альянсом в Афганістані, Демократичній Республіці Конго, Чад, Кот-Д'івуарі та Судані.

## Флот
Станом на квітень 2010 року флот авіакомпанії Voyageur Airways становили такі повітряні судна, офіційно зареєстровані в Міністерстві транспорту Канади: